# Рим бинт Аль-Валид Аль Сауд
Рим бинт аль-Валид Аль Сауд (араб. ريما بن الوليد آل سعود‎; род. 7 марта 1983, Эр-Рияд) — саудовская принцесса и предприниматель.

## Биография
Родилась 7 марта 1983 года в семье принца Аль-Валида ибн Талаля Аль Сауда и его супруги, принцессы Даляль бинт Сауд Аль Сауд. У неё есть старший брат, принц Халид (род. 1978); через некоторое время после её рождения их родители развелись.
В 2007 году вышла замуж за Абдул-Азиза ибн Мусаида Аль Сауда, у пары трое дочерей.
Принцесса является активной в социальных сетях, где она публикует свои фотографии, где она одета в западном стиле, что вызывает недовольство консервативной части саудовского общества. За её манеру одеваться по западной моде и похожей внешности её называют «саудовской Ким Кардашьян».
В ноябре 2017 года принцесса Рим в числе других родственников была арестована по обвинению в коррупции, став единственной женщиной среди арестованных Спустя некоторое время она, как и другие арестованные, заплатив требуемую сумму была освобождена и отпущена на свободу.